# George Connelly
George Connelly (Fife, 1949. március 1. –) válogatott skót labdarúgó, középpályás.

## Pályafutása

### Klubcsapatban
1968 és 1976 között a Celtic labdarúgója volt, ahol hét skót bajnoki címet és hat kupagyőzelmet ért el. Tagja volt az 1969–70-es idényben BEK-döntős együttesnek. 1976–77-ben a Falkirk csapatában fejezte be az aktív játékot.

### A válogatottban
1973-ban két alkalommal szerepelt a skót válogatottban.

## Sikerei, díjai
Celtic
- Skót bajnokság
  - bajnok (7): 1967–68, 1968–69, 1969–70, 1970–71, 1971–72, 1972–73, 1973–74
- Skót kupa
  - győztes (6): 1969, 1971, 1972, 1974, 1975, 1977
- Skót ligakupa
  - győztes (4): 1967–68, 1968–69, 1969–70, 1974–75
- Bajnokcsapatok Európa-kupája (BEK)
  - döntős: 1969–70

## Statisztika

### Mérkőzései a skót válogatottban
| Skócia | Skócia               | Skócia                | Skócia | Skócia   | Skócia        | Skócia       | Skócia | Skócia  |
| #      | Dátum                | Helyszín              | Hazai  | Eredmény | Vendég        | Kiírás       | Gólok  | Esemény |
| ------ | -------------------- | --------------------- | ------ | -------- | ------------- | ------------ | ------ | ------- |
| 1.     | 1973. szeptember 26. | Glasgow, Hampden Park | Skócia | 2 – 1    | Csehszlovákia | vb-selejtező | -      |         |
| 2.     | 1973. november 14.   | Glasgow, Hampden Park | Skócia | 1 – 1    | NSZK          | barátságos   | -      |         |
|        | Összesen             |                       |        | 2        | mérkőzés      |              | 0      | gól     |